# The Biggest Bang
The Biggest Bang is een verzamelbox van vier dvd's van The Rolling Stones. De dvd's bevatten enkele concerten van hun tournee A Bigger Bang in 2005-2006.

## Geschiedenis
The Biggest Bang bereikte de eerste plaats in Billboards hitlijst van muziekvideo's met 20.422 verkochte exemplaren in de eerste week. Op 14 september 2007 waren er ongeveer 48.000 exemplaren verkocht. De verzamelbox was goed voor zevenmaal platina in de Verenigde Staten vanwege de verkoop van 175.000 exemplaren in het buitenland.

## Nummers

### Cd 1: Zilker Park, Austin, Texas
- You Got Me Rocking
- Let's Spend the Night Together
- She's So Cold
- Oh No, Not You Again
- Sway
- Bob Wills Is Still the King
- Streets of Love
- Ain't Too Proud to Beg
- Tumbling Dice
- Learning The Game
- Little T&A
- Under My Thumb
- Get Off of My Cloud
- Honky Tonk Women
- Sympathy for the Devil
- Jumpin' Jack Flash
- (I Can't Get No) Satisfaction
- Brown Sugar

#### Bonusnummers
- Austin Mini-Documentary
- "I Can't Be Satisfied"
- Jukebox Feature

### Cd 2: Copacabana Beach, Rio de Janeiro, Brazilië
- Opening (intro)
- Jumpin' Jack Flash
- It's Only Rock 'n Roll (But I Like It)
- You Got Me Rocking
- Wild Horses
- Rain Fall Down
- Midnight Rambler
- The Night Time (Is The Right Time)
- Happy
- Miss You
- Rough Justice
- Get Off of My Cloud
- Honky Tonk Women
- Start Me Up
- Brown Sugar
- You Can't Always Get What You Want
- (I Can't Get No) Satisfaction

### Cd 3: rest van de wereld

#### Saitama Super Arena, Saitama, Japan
Opening (intro)
- Let's Spend the Night Together

Sapporo
- Rain Fall Down

Tokyo Dome
- Rough Justice

Cherry Blossoms

#### Shanghai Grand Stage, Shanghai, China
Opening (intro)
- Bitch
- Midnight Rambler
- Gimme Shelter
- This Place Is Empty

That's What I Do
- It's Only Rock 'n' Roll (but I Like It)

China, A Slow Process

#### River Plate-stadion, Buenos Aires, Argentinië
Opening (intro)
- Worried About You

Football Chant
- Happy
- Miss You

Ronnie & Audience
- Paint It, Black
- (I Can't Get No) Satisfaction

#### Gasten
- Bonnie Raitt tijdens “Shine a Light”
- Eddie Vedder tijdens “Wild Horses”
- Dave Matthews tijdens “Let It Bleed”
- Cui Jian tijdens “Wild Horses”

### Cd 4: Salt of the Earth
Salt of the Earth: A Bigger Bang Tour Documentary

#### Bonusnummers
- "Get Up, Stand Up"
- "Mr. Pitiful"

#### Overige bonussen
- If It Ain't Got That Swing met Charlie Watts
- "Hurricane" met Keith Richards
- Outlets of Emotion met Ron Wood
- Busking met Mick Jagger

## Hoogste hitlijstposities buiten de VS
- Oostenrijk: 1
- België (Vlaanderen): 1
- België (Wallonië): 1
- Denemarken: 1
- Frankrijk: 1
- Duitsland: 1
- Italië: 1
- Nederland: 1
- Noorwegen: 1
- Spanje: 1
- Zweden: 1
- Griekenland: 1
- Finland: 2
- Ierland: 2
- Japan: 2 (14.403 exemplaren verkocht)
- Nieuw-Zeeland: 2
- Hongarije: 3
- Tsjechië: 4
- Portugal: 10
- Australië: 14 (7.500 exemplaren verkocht)
- Zwitserland: 22